# Parco naturale delle Prealpi Giulie
Il parco naturale delle Prealpi Giulie è un'area naturale protetta del Friuli-Venezia Giulia che si estende per circa 10.000 ettari in provincia di Udine sulle Prealpi Giulie.

## Provvedimenti istitutivi
Il parco è stato istituito con la legge regionale n. 42 del 30.09.1996.

## Territorio

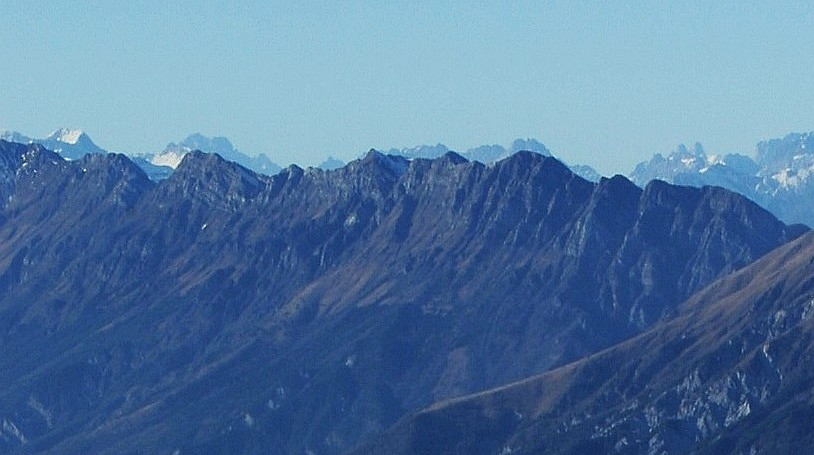
Monti Musi

Il territorio del parco si estende tra le prealpi e le alpi Giulie. Le cime principali sono il Monte Canin (2.587 m), il Monte Plauris (1.958 m), la catena dei Monti Musi (1.869 m).

### Comuni
Si estende nei comuni di:
- Chiusaforte
- Lusevera
- Moggio Udinese
- Resia
- Resiutta
- Venzone

## Ambiente

### Flora
La vegetazione che si incontra nelle vallate del parco è il risultato dell'azione congiunta di due fondamentali fattori ecologici: il particolare regime climatico ed il substrato geologico. 
Ne consegue un patrimonio floristico costituito da circa 1200 specie e sottospecie e oltre 60 endesismi, tra cui la campanula di Zoys, la genziana di Froelich e il geranio argenteo.

### Fauna
Nell'area del parco convivono specie faunistiche di origine meridionale, circummediterranea ed orientale. Sono presenti tutti gli ungulati alpini (capriolo, cervo, camoscio, stambecco e cinghiale) oltre ad altri importanti mammiferi fra i quali il gatto selvatico, diversi specie di mustelidi, roditori ed insettivori.
Il simbolo del parco è la Coturnice che grazie ai numerosi ambienti adatti alla sua sopravvivenza, è molto diffusa.

## Strutture ricettive

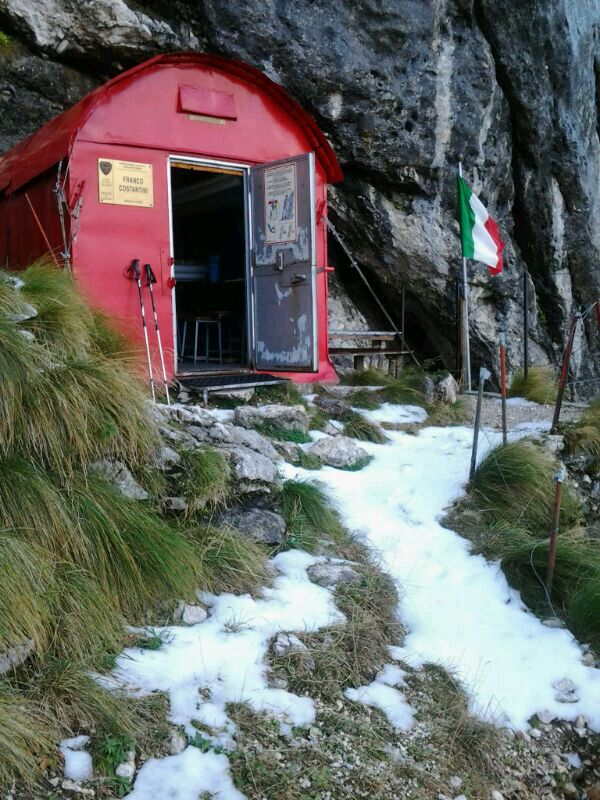
Bivacco Franco Costantini

### Sede
La sede del parco si trova nella frazione Prato del comune di Resia.

### Rifugi e bivacchi
Nel parco naturale sono presenti i seguenti rifugi:
- ricovero alpino Rio Nero Casera a 865 m s.l.m.[2];
- ricovero alpino Borgo Miniera  a 966 m s.l.m.[3];
- ricovero alpino Marsinska Planina a 1401 m s.l.m.[4];
- ricovero alpino Montemaggiore-Gran Monte a 1648 m s.l.m.[5];
- ricovero alpino Bellina Dino a 1405 m s.l.m.[6].
- bivacco Franco Costantini - CAI Manzano a 1690 m s.l.m. Archiviato il 7 marzo 2016 in Internet Archive.

### Vie d'arrampicata
In Val Resia, sul torrione Mulaz 1804, parete NNE, il 18 ottobre 2013 è stata attrezzata la L. Ron Hubbard Route - Mulaz Climbing Route.